# Augustus W. Bennet
 Augustus Witschief Bennet (* 7. Oktober 1897 in New York City; † 5. Juni 1983 in Concord, Massachusetts) war ein US-amerikanischer Politiker. Zwischen 1945 und 1947 vertrat er den Bundesstaat New York im US-Repräsentantenhaus.

## Werdegang
Augustus Bennet war der Sohn des Kongressabgeordneten William Stiles Bennet (1870–1962). Er besuchte öffentliche Schulen in New York City und Washington, D.C. Im Jahr 1918 absolvierte er das Amherst College. Danach diente er während der Endphase des Ersten Weltkrieges im United States Naval Reserve Flying Corps. Nach einem anschließenden Jurastudium an der Columbia University in New York City und seiner 1921 erfolgten Zulassung als Rechtsanwalt begann er in Newburgh in diesem Beruf zu arbeiten. Zwischen 1923 und 1944 war er für die Bundesregierung als Schlichter in Konkursverfahren tätig. Politisch wurde er Mitglied der Republikanischen Partei.
Bei den Kongresswahlen des Jahres 1944 wurde Bennet im 29. Wahlbezirk von New York in das US-Repräsentantenhaus in Washington gewählt, wo er am 3. Januar 1945 die Nachfolge von Dean P. Taylor antrat, der in den 33. Distrikt wechselte. Da er im Jahr 1946 von seiner Partei nicht mehr zur Wiederwahl nominiert wurde, konnte er bis zum 3. Januar 1947 nur eine Legislaturperiode im Kongress absolvieren. Während dieser Zeit endete der Zweite Weltkrieg.
Nach dem Ende seiner Zeit im US-Repräsentantenhaus praktizierte Bennet wieder als Anwalt. Zwischenzeitlich lebte er in Laguna Hills. Er starb am 5. Juni 1983 in Concord.